# Théorème de McCoy
En algèbre linéaire, le théorème de McCoy donne une condition nécessaire et suffisante pour que deux matrices carrés complexes soient cotrigonalisables.
Théorème — Soient {\displaystyle A,B\in {\mathcal {M}}_{n}(\mathbb {C} )}. {\displaystyle A} et {\displaystyle B} sont cotrigonalisables si, et seulement si, pour tout polynôme en deux variables non commutatives {\displaystyle P}, la matrice {\displaystyle P(A,B)(AB-BA)} est nilpotente.
Le corps des nombres complexes peut être remplacé par n'importe quel corps contenant toutes les valeurs propres des deux matrices, et le théorème se généralise à un nombre quelconque (fini) de matrices.